# Brunsville
Brunsville é uma cidade localizada no estado americano de Iowa, no Condado de Plymouth.

## Demografia
Segundo o censo americano de 2000, a sua população era de 146 habitantes. 
Em 2006, foi estimada uma população de 144, um decréscimo de 2 (-1.4%).

## Geografia
De acordo com o United States Census Bureau tem uma área de 
0,6 km², dos quais 0,6 km² cobertos por terra e 0,0 km² cobertos por água. Brunsville localiza-se a aproximadamente 425 m acima do nível do mar.

## Localidades na vizinhança
O diagrama seguinte representa as localidades num raio de 20 km ao redor de Brunsville. 